# شارلوت سميث
شارلوت سميث (1966 - ) هي لاعبة كريكت دانمركية. شاركت مع منتخب الدنمارك الوطني للكريكت.

## وصلات خارجية
- شارلوت سميث على موقع إي آس بي آن كريك إنفو (الإنجليزية)